# 日本電装 (埼玉県)
日本電装株式会社（にほんでんそう）は、埼玉県川口市芝富士に本社を置く鉄道車両の整備・改造などを行う企業。通称は「デンソー」で、自動車部品メーカー「デンソー」（本社：愛知県刈谷市）の旧社名（読みは「にっぽんでんそう」）と同名だが、同社とは完全に無関係である。

## 概要
鉄道車両の整備・改造などが主事業だが、その他にも鉄骨構造物やプラント機器の製造・設置などを行っている。
東武鉄道及び京王電鉄と取引を行っており、東武の南栗橋車両管理区内と川越工場内にそれぞれ東武事業所と東上事業所を、京王電鉄の若葉台工場内に京王事業所を置いている。

## 主な取引先

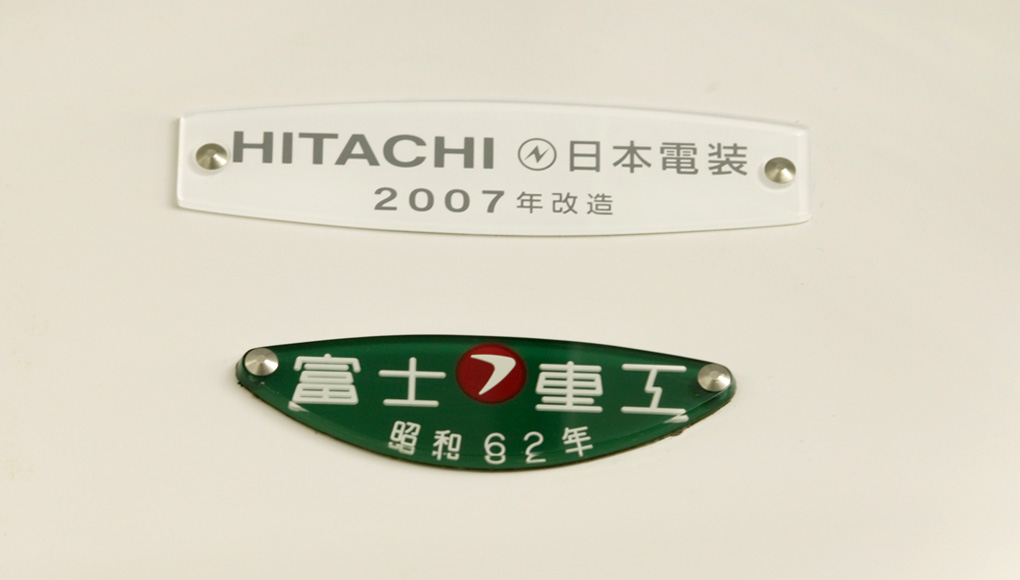
東武9000系電車の車内銘板。改造を行なった日立製作所と当社の文字がある

- 東武鉄道
- 京王電鉄
- 新京成電鉄